# USA:s Grand Prix East 1983
USA:s Grand Prix East 1983 eller Detroits Grand Prix 1983 var det sjunde av 15 lopp ingående i formel 1-VM 1983.

## Resultat
1. Michele Alboreto, Tyrrell-Ford, 9 poäng
2. Keke Rosberg, Williams-Ford, 6
3. John Watson, McLaren-Ford, 4
4. Nelson Piquet, Brabham-BMW, 3
5. Jacques Laffite, Williams-Ford, 2
6. Nigel Mansell, Lotus-Ford, 1
7. Thierry Boutsen, Arrows-Ford
8. Alain Prost, Renault
9. Bruno Giacomelli, Toleman-Hart
10. Raul Boesel, Ligier-Ford
11. Marc Surer, Arrows-Ford
12. Mauro Baldi, Alfa Romeo

### Förare som bröt loppet
- Niki Lauda, McLaren-Ford (varv 49, upphängning)
- Roberto Guerrero, Theodore-Ford (38, för få varv)
- Johnny Cecotto, Theodore-Ford (34, växellåda)
- Andrea de Cesaris, Alfa Romeo (33, turbo)
- René Arnoux, Ferrari (31, elsystem)
- Danny Sullivan, Tyrrell-Ford (30, elsystem)
- Jean-Pierre Jarier, Ligier-Ford (29, hjul)
- Manfred Winkelhock, ATS-BMW (26, kollision)
- Derek Warwick, Toleman-Hart (25, motor)
- Riccardo Patrese, Brabham-BMW (24, bromsar)
- Elio de Angelis, Lotus-Renault (5, växellåda)
- Eddie Cheever, Renault (4, fördelare)
- Piercarlo Ghinzani, Osella-Alfa Romeo (4, överhettning)
- Patrick Tambay, Ferrari (0, motor)

### Förare som ej kvalificerade sig
- Corrado Fabi, Osella-Ford

## VM-ställning
| Förarmästerskapet 1. Alain Prost, Renault, 28 2. Nelson Piquet, Brabham-BMW, 27 3. Patrick Tambay, Ferrari, 23 | Konstruktörsmästerskapet 1. Renault, 36 2. Williams-Ford, 32 3. Ferrari, 31 |